# Сретење Господње
Сретење Господње се код хришћана слави на 40 дан од Божића. По грегоријанском календару прославља се 2. фебруара, док цркве које се придржавају јулијанског календара, међу којима и Српска православна црква, прослављају 15. фебруара по грегоријанском календару (што је 2. фебруар по јулијанском календару).
Сретење се слави као Дан државности Србије од 2002. године, а од 2012. Дан државности обухвата два дана, 15. и 16. фебруар.

## Порекло празника
Свето писмо каже како четрдесети дан по Рождеству Христову донесе Пресвета Дева свог божанског Сина у храм јерусалимски да Га, сходно закону, посвети Богу и себе очисти (Левит 12, 2-7; Исход 12, 2). Иако ни једно ни друго није било потребно, ипак Законодавац није хтео никако да се огреши о Свој Закон, који је Он био дао кроз Свога слугу и пророка Мојсеја. У то време држао је чреду у храму првосвештеник Захарија, отац Јована Претече. Он стави Дјеву Марију не на место за жене, него на место за девојке у храму. Том приликом појаве се у храму две чудне личности: старац Симеон и Ана, кћи Фануилова.
Праведни старац узе на руке своје Месију и рече: „Сад отпушташ у миру слугу својега, Господе, по ријечи својој, с миром; јер очи моје видеше спасење твоје; спасење које си пред свим народима спремио, светлост да народе обасјава, и славу народа твога Израиља“ Још рече Симеон за Христа Младенца: „Гле, овај лежи да многе обори и подигне у Израиљу, и да буде знак против кога ће се говорити“ (Лк 2, 29 и 34). Ана пак која од младости служаше Богу у храму постом и молитвама, и сама познаде Месију, па прослави Бога и објави Јерусалимљанима о доласку Дугочеканога. А фарисеји, присутни у храму, који видеше и чуше све, расрдише се на Захарију што стави Деву Марију на место за девојке, доставише то краљу Ироду.
Уверен да је то Нови Цар, о коме су му звездари с Истока говорили, Ирод брзо посла да убију Исуса. Но у међувремену божанска породица беше већ измакла из града и упутила се у Мисир, по упутству ангела Божјег. Дан Сретења празнован је од самог почетка, но торжествено празновање овога дана установљено је нарочито 544. године у време цара Јустинијана.

## Народно веровање
Тако постоји веровање да се на Сретење срећу зима и лето. Ако на Сретење осване сунчан дан, а медведи уплашени од сопствене сенке врате се у зимски сан, верује се да ће зима потрајати још шест недеља. Сличан обичај је постојао и другде у Европи, у немачким земљама је укључивао јазавца. Од немачких досељеника у Пенсилванији потиче Дан мрмота у вароши Панксатони. само што је датум 2. фебруар, што је Сретење по новом календару, а животиња је мрмот.
Један од обичаја је и да се на Сретење Господње обавезно пале свеће, јер се верује да пламен свеће кућу штити од грома и других несрећа, али и да има чаробну моћ.
Најзанимљивије од сретењских веровања јесте да младе девојке треба да пазе данас кога ће прво ујутру срести, јер ће им младожења баш такав бити по изгледу и карактеру.
Пре Другог светског рата ово је била слава Удружења четника.

## Значајнији догађаји на овај датум
- На Сретење 1804. године одржан је Збор у Орашцу којим је почео Први српски устанак (па је слављен и као Дан државности Србије).
- На Сретење 1835. године у Крагујевцу је донет Сретењски устав, први демократски устав Србије (па је слављен и као Дан уставности).
- На Сретење 1909. године у Скопљу одржана је прва скупштина Срба у Османском царству.
- На Сретење 2012. године одржан је референдум на северу Косова.